# 施氏甕鰩
施氏甕鰩（學名：Okamejei schmidti），為軟骨魚綱鰩目鰩科鯆魮屬的一種，被IUCN列為易危保育類動物，分布於西北太平洋日本海域，深度30至60公尺，棲息在近海海域，為底棲性魚類，肉食性，卵生，幼魚可能傾向跟隨大的個體，生活習性不明。